# 波波維奇 (科韋利區)
51°4′14″N 25°4′41″E / 51.07056°N 25.07806°E
波波維奇（烏克蘭語：Поповичі），是烏克蘭的村落，位於該國西部沃倫州，由科韋利區負責管轄，始建於1545年，面積1.05平方公里，海拔高度180米，2001年人口350，人口密度每平方公里332.07人。